# Sphedamnocarpus
A Sphedamnocarpus a Malpighiales rendjébe és a malpighicserjefélék (Malpighiaceae) családjába tartozó nemzetség.

## Rendszerezés
A nemzetségbe az alábbi 10 faj tartozik:
- Sphedamnocarpus angolensis (A.Juss.) Planch. ex Oliv. - típusfaj
- Sphedamnocarpus barbosae Launert
- Sphedamnocarpus cuspidifolius Arènes
- Sphedamnocarpus decaryi Arènes
- Sphedamnocarpus dubardii R. Vig. & Humbert ex Arènes
- Sphedamnocarpus humbertii Arènes
- Sphedamnocarpus multiflorus Nied.
- Sphedamnocarpus orbicularis Arènes
- Sphedamnocarpus pruriens (A. Juss.) Szyszył.
- Sphedamnocarpus transvalicus Burtt Davy